# Alianza para la Democracia y la Federación - Agrupación Democrática Africana
La Alianza para la Democracia y la Federación - Agrupación Democrática Africana (ADF-RDA); es una organización política de Burkina Faso. Es una colectividad liberal que se ha convertido en el mayor partido de oposición en el país.

## Ideología
La esencia de la lucha política del ADF-RDA se basa en utilizar la vitalidad económica y cultural de los trabajadores de Burkina Faso y África, en una democracia liberal y solidaria. Esta opción, en términos económicos y sociales, permite un enfoque progresivo para la sociedad, donde prevalezca la paz, la libertad, la justicia, el Estado de derecho, la equidad en la distribución del ingreso, la gestión transparente y la responsabilidad en los asuntos públicos.
El liberalismo llevado por la ADF-RDA busca una sociedad inclusiva, inspirada en valores ancestrales africanos, con reconocimiento a las raíces del pueblo.

## Historia
El partido fue fundado en 1959, durante el período de lucha por la independencia de Alto Volta. En ese entonces solo tenía el nombre de Agrupación Democrática Africana (RDA), que logró en las elecciones legislativas de ese año la mayoría con 64 escaños parlamentarios, siendo la principal fuerza política de Burkina Faso. Junto al Movimiento de Rectificación el partido promueve, un sangriento golpe de Estado que dio el 15 de octubre de 1987, cuyos principales patrocinadores fueron Houphouet-Boigny y el Consejero de Asuntos Africanos de Francia, Jacques Foccart.
En 1970 se encontraba fusionado a la Unión Africana del Volta (UDV), constituyendo el UDV-RDA. Luego vino la dictadura y la suspensión de la Asamblea Nacional de Burkina Faso.[cita requerida] Cuando se recuperó el multipartidismo, el partido reapareció bajo el nombre de Alianza para la Democracia y la Federación (ADF).
En 1998 se fusiona la Alianza para la Democracia y la Federación con la Agrupación Democrática Africana, proceso dirigido por el entonces primer ministro de Burkina Faso, Gérard Kango Ouedraogo, quien fuere declarado entonces Presidente vitalicio de la colectividad. A partir de su fallecimiento, su hijo Gilbert Noël Ouedraogo, ministro de Transporte del gobierno faso, asumió el liderazgo de la colectividad (2003).

### Elecciones parlamentarias
En las elecciones legislativas de 2002 la Alianza ganó un 12,7% del voto popular, quedándose con 17 de los 11 escaños parlamentarios. En las elecciones siguientes (2007) ganaron 14 asientos en la Asamblea Nacional.
Para las elecciones de 2012, la Alianza aumentó a 19 escaños, consiguiendo 338.970 votos, correspondientes al 11,24%, muy por debajo del CDP oficialista.

### Elecciones presidenciales
En las elecciones presidenciales de 2005 apoyaron la opción de Blaise Compaoré, insertos en la coalición de gobierno Movimiento Alianza Presidencial (MAP). 
Colaboraron en su gobierno y volvieron a ser parte del oficialismo en las elecciones de 2010. A poco andar el nuevo gobierno de Blaise Compaoré, salieron de la administración y pasaron a liderar la oposición.

## Resultados electorales
| Año elección (Total diputados) | Diputados |
| 1959 (75)                      | 64        |
| 1970 (57)                      | 37        |
| 1978 (57)                      | 28        |
| 1992 (107)                     | 4         |
| 1997 (111)                     | 2         |
| 2002 (111)                     | 17        |
| 2007 (111)                     | 14        |
| 2012 (127)                     | 19        |
| 2015 (127)                     | 3         |
| 2020 (127)                     | 3         |